# INDELA-I.N.SKY
INDELA-I.N.SKY - білоруський безпілотний літальний апарат вертолітного типу, середнього радіуса дії, масою до 140 кг. Розроблено і виробляється ТОВ «КБ ИНДЕЛА» з 2011 р. З 2014 року запущений в серійне виробництво.
Призначений для моніторингу на далеких відстанях важкодоступних і протяжних об'єктів, для розвідки і спостереження, дозволяє здійснювати пошук і виявлення об'єктів з визначенням точних географічних координат, виконувати розпізнавання і автосупровід рухомих об'єктів, здійснювати доставку вантажів і скидання корисного навантаження.
БПЛА «INDELA-I.N.SKY» входить до складу багатофункціонального безпілотного авіаційного комплексу «INDELA-SKY». Контролюється за допомогою наземної станції управління.

## Льотно-технічні характеристики БПЛА
Технічні характеристики 
| Довжина / висота            | 3052/1346 мм                          |
| Діаметр несучого ротора     | 3168 мм                               |
| База шасі                   | 1180 мм                               |
| Злітна вага                 | 140 кг                                |
| Вага корисного навантаження | 25 кг                                 |
| Стандартний запас палива    | 25 кг                                 |
| Злітна потужність           | 26 кВТ                                |
| Витрата палива              | 5-8 кг / год                          |
| двигун                      | Чотиритактний роторно-поршневого типу |
| Система охолодження         | рідинна                               |

Льотні характеристики
| Тривалість польоту                               | 5 год            |
| Крейсерська швидкість польоту біля землі         | 70 км / год      |
| Статичний стеля                                  | 1500 м           |
| Максимально допустима швидкість вітру при зльоті | 10 км / год      |
| Робоча температура                               | -35 ... + 35 ° С |

## Технічні можливості БПЛА
БПЛА «INDELA-I.N.SKY» здійснює автоматичний вертикальний зліт і посадку, виконує автоматичний політ і автоматичне повернення до місця старту в разі втрати зв'язку.
Безпілотний вертоліт працює в умовах відсутності підготовленої злітно-посадкової смуги, час розгортання комплексу - до 15 хв.
Політ БПЛА здійснюється в одному з 4 режимів:
- автономний
- Дистанційно пілотований (ДПЛА)
- Режим "до точки" (БЛА прямує в автоматичному режимі до заданої точки, після прильоту в точку включається режим ДПЛА)
- Режим «додому» (незалежно від точки місця знаходження БЛА здійснюється автоматичне пілотування в точку зльоту)

Польотне завдання може мати маршрут різної конфігурації і складатися з більше 2000 проміжних точок. Є можливість оперативного редагування польотного завдання в процесі його виконання, в т.ч. зміна висоти і швидкості польоту від точки до точки.
Для вирішення завдань моніторингу, спостереження та розвідки безпілотник обладнаний гіростабілізований оптико-електронною системою, що включає тепловізор, кольорову камеру, лазерний далекомір, відеопроцесор і інерційних модуль.
Оптико-електронна система дозволяє здійснювати аерозйомку, визначати відстань до об'єкта і отримувати на монітори наземної станції управління відеозображення кольорове, чорно-біле і в інфрачервоному спектрі в режимі реального часу. Система дозволяє виявляти рухому ціль і автоматично здійснювати стеження за нею. «Автосупроводження» цілі ведеться в денний і нічний час доби.
Конструкція БПЛА «INDELA-I.N.SKY» дозволяє нарощувати пілотажно-навігаційне обладнання і встановлювати різні інші варіанти корисного навантаження (радіометри, газоаналізатори, системи пеленгації, від'єднуються контейнери з вантажем, рятувальне обладнання, устаткування спеціального призначення та ін.).
БПЛА «INDELA-I.N.SKY» здатний здійснювати доставку вантажів по строго заданими координатами. Можливе дозоване скидання корисного навантаження.

## Безпілотний авіаційний комплекс INDELA-SKY

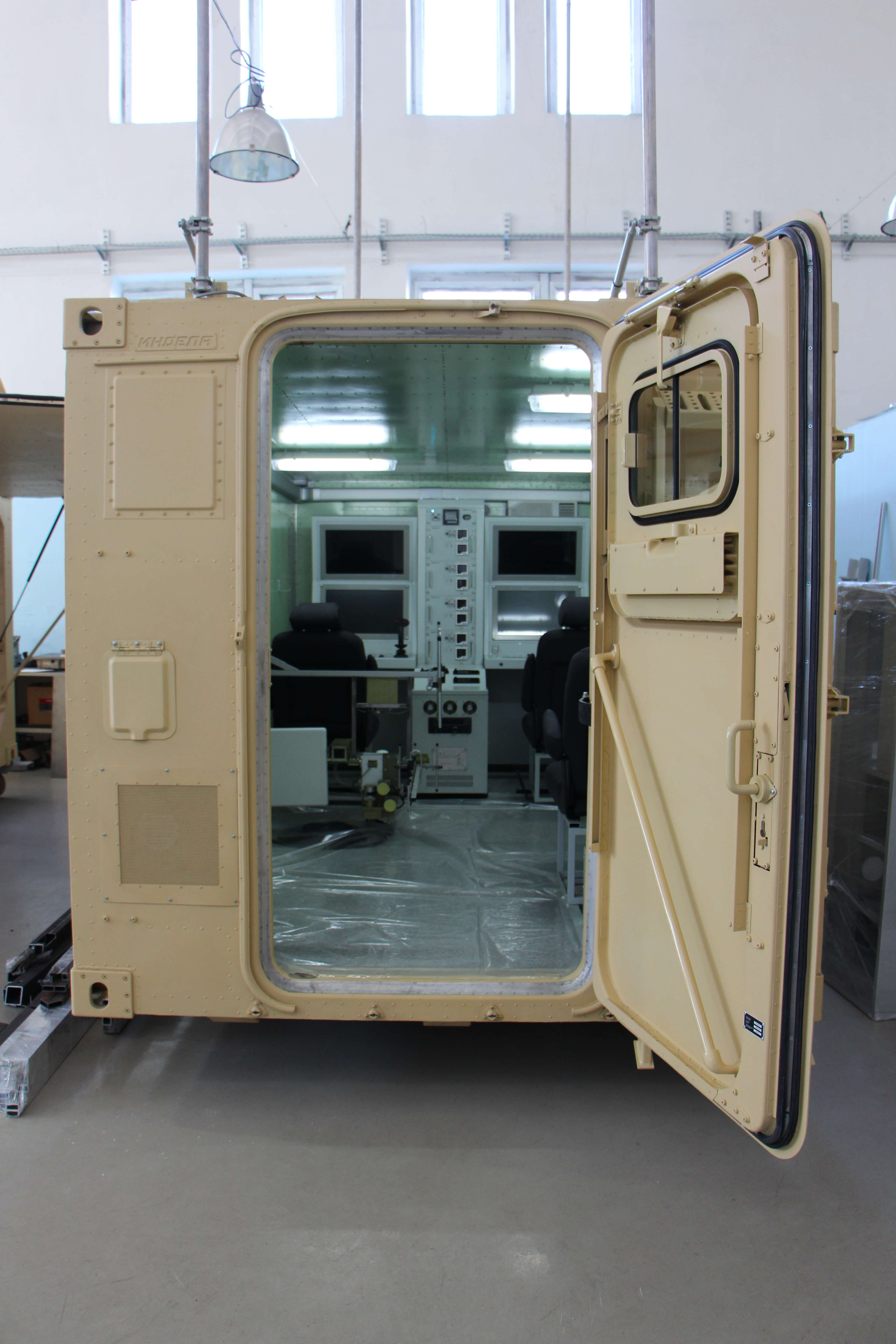
Наземна станція «INDELA-GCS» в спеціалізованому контейнері

БПЛА «INDELA-I.N.SKY» є частиною безпілотного комплексу «INDELA-SKY». До складу комплексу входять два безпілотних вертольота і наземна станція керування, що розміщується в транспортному КУНГу або мікроавтобусі.
Архітектура комплексу дозволяє включати до його складу БПЛА різного класу, в тому числі БПЛА інших виробників.
Є можливість об'єднання декількох наземної станції управління в єдину інформаційну мережу, що дозволяє здійснювати автоматичний обмін даними і координувати дії операторів.
Наземна станція управління обладнана системою життєзабезпечення. Час роботи автономної роботи станції - 24 години, час роботи в тихому режимі від акумуляторних батарей - 5 годин.
НСУ є мобільною, адаптована для монтажу на будь-яке шасі підвищеної прохідності і призначена для перевезення будь-яким видом транспорту.